# Margit Eckholt
Margit Eckholt (Mülheim an der Ruhr, 19 giugno 1960) è una teologa docente universitaria tedesca di fede cattolica.
Docente di dogmatica e teologia fondamentale all'Università di Osnabrück, insieme a Peter Hünermann e Klaus Vellguth, con la direzione di Joachim Schmiedl, ha partecipato al progetto accademico "Vaticano II - Eredità e mandato", una collaborazione internazionale di 130 teologi per realizzare un commento del Concilio Vaticano II. Membro del comitato accademico del KAAD (Katholischer Akademischer Ausländer-Dienst) e del consiglio dell'Istituto internazionale per la ricerca missiologica (IIMF). Dal 2002 al 2017 è stata membro del gruppo di lavoro scientifico per gli affari della Chiesa mondiale della Conferenza episcopale tedesca.

## Biografia
Dopo aver frequentato dal 1970 al 1979 il ginnasio cattolico femminile St Hildegard ad Ulma/Danubio, dal 1979 al 1986 ha studiato teologia cattolica, romanistica e filosofia all'Università Eberhard Karls di Tubinga. Grazie a una borsa di studio del DAAD, ha proseguito la sua formazione a Poitiers dal 1981 al 1982. Nel semestre invernale del 1984/85 ha completato l'esame di stato in studi romanzi, seguito dall'esame di stato in teologia cattolica nel semestre invernale 1985/86 e dall'esame di diploma in teologia cattolica nel semestre estivo 1986. Sempre nel semestre estivo del 1986, le è stato conferito il premio Dr Leopold Lucas per i giovani scienziati dall'Università di Tubinga. Dal maggio 1986 al giugno 1993 è stata assistente ricercatrice nel progetto "Insegnamento sociale cattolico in America Latina. Un programma di dialogo con partner latinoamericani", diretto da Peter Hünermann. La sua tesi di laurea intitolata Vernunft in Leiblichkeit. Die christologische Vermittlung im Denken Nicolas Malebranches ("La ragione nella corporeità. La mediazione cristologica nel pensiero di Nicolas Malebranche"), discussa presso la Facoltà di Teologia Cattolica dell'Università di Tubinga, è stata insignita del Premio Karl Rahner nel 1992.
Dal luglio 1993 al luglio 1994, Eckholt è stata borsista della Fondazione Alexander von Humboldt presso la Facultad de Teología della Pontificia Universidad Santiago de Chile, dove è stata anche docente ospite dall'agosto 1993 al dicembre 1994. Dal 1995 al 1998 ha ricevuto una borsa di studio per l'abilitazione con la DFG e nel 1999/2000 ha vinto la borsa di studio di abilitazione Margarete-von-Wrangell dal Land Baden-Württemberg. Nel 2000 ha completato l'abilitazione presso la Facoltà di Teologia Cattolica dell'Università di Tubinga con la dissertazione intitolata Kultur – Poetik – Hermeneutik. Auf der Suche nach einer Gestalt der Theologie im Spannungsfeld von kultureller Vielfalt und globalen Wandlungsprozessen der Weltgesellschaft (" Cultura - Poetica - Ermeneutica. Alla ricerca di una forma di teologia nel campo della tensione tra diversità culturale e processi globali di cambiamento della società mondiale"). È stata nominata docente privata nel giugno 2001.
Dal marzo 2001 all'agosto 2009, Eckholt è stata docente di dogmatica presso il Collegio Filosofico-Teologico dei Salesiani di Don Bosco a Benediktbeuern. Dal settembre 2009 è professoressa di dogmatica e teologia fondamentale presso l'Università di Osnabrück. Margit Eckholt è membro del Consiglio dell'Istituto di Teologia Cattolica dal 2010 di cui è stata direttrice dal 2013 al 2015. È stata decano dal 2013 al 2015 e, dal 2015 al 2017, pro-decano degli studi presso il Dipartimento di studi educativi e culturali dell'Università di Osnabrück.
Margit Eckholt è anche membro del Comitato etico dell'Università di Osnabrück, responsabile dell'internazionalizzazione nel Dipartimento di Studi educativi e culturali e responsabile dell'America Latina a livello universitario. È membro dell'Istituto interdisciplinare per la storia culturale della prima età moderna (IKFN), del Centro di ricerca sugli studi di genere e del Centro Costa Rica. È anche membro del gruppo di preparazione dei "Servizi universitari ecumenici" e collabora con la diocesi di Osnabrück al di fuori dei ruoli accademici (ad esempio, "Tavola rotonda sull'educazione religiosa", Commissione ecumenica).
Nel 2019 Eckholt ha ricevuto un dottorato onorario dall'Università di Lucerna.

## Attività
Dal 2002, Eckholt è presidente dell'Organizzazione per le borse di studio America Latina-Germania (IntercambioCultural Alemán-Latinoamericano - ICALA). È membro della giuria del Premio Erwin Krautler (Theologie interkulturell/Università di Salisburgo), del comitato consultivo dell'Istituto per la Chiesa mondiale e la missione (St. Georgen, Francoforte), del comitato accademico del KAAD (Katholischer Akademischer Ausländer-Dienst) e del consiglio dell'Istituto internazionale per la ricerca missiologica (IIMF). Dal 2002 al 2017 è stata membro del gruppo di lavoro scientifico per gli affari della Chiesa mondiale della Conferenza episcopale tedesca e dal 2011 al 2015 del comitato consultivo dell'organizzazione umanitaria Misereor.
Dal 2015 Eckholt è presidente di "AGENDA - Forum delle donne teologhe cattoliche" e da molti anni lavora a stretto contatto con la rete argentina di donne teologhe "Teologanda", fondata nel 2001/2002 e nel cui sviluppo e costituzione ha svolto un ruolo fondamentale.
Accetta regolarmente inviti a parlare nelle università latinoamericane e ha ricevuto inviti come professore ospite in diverse università cattoliche (PUC Porto Alegre nell'ottobre 2013, PUC Santiago del Cile nell'aprile/maggio 2016, Teologado salesiano a Città del Guatemala nel luglio 2017).

## Principali aree di ricerca
I suoi interessi di ricerca si sono concentrati nello sviluppo di una teologia sistematica interculturale-ecumenica e interreligiosa, fondata sul Concilio Vaticano II. Sulla base dei suoi documenti, affronta la questione del ruolo delle donne nella Chiesa e nella teologia.
Il lavoro interculturale di Margit Eckholt si concentra sulla teologia, la filosofia e la cultura in America Latina. È riuscita a comunicare gli approcci della teologia femminista e della teologia della pace latinoamericana a quella di lingua tedesca mediante la pubblicazione Friedens-Räume. Interkulturelle Friedenstheologie in feministisch-befreiungstheologischen Perspektiven
Nel contesto dell'interculturalità, delle migrazioni e del dialogo interreligioso, il collegio congiunto di teologia protestante, islamica e cattolica dell'Università di Osnabrück ha affrontato il tema "Dare forma alle differenze religiose. Formare il pluralismo nel cristianesimo e nell'islam", di cui Margit Eckholt è co-supervisore dal 2018.

## Opere (selezione)

### Libri
- Vernunft in Leiblichkeit bei Nicolas Malebranche. Die christologische Vermittlung der Vernunft. In: Innsbrucker theologische Studien, Innsbruck 1993.
- Poetik der Kultur. Bausteine einer interkulturellen dogmatischen Methodenlehre. Herder-Verlag, Freiburg i. Br. 2002.
- Hermeneutik und Theologie bei Paul Ricœur. Denkanstöße für eine Theologie im Pluralismus der Kulturen. In: Benediktbeurer Hochschulschriften 19, München 2002.
- Heraus-Gefordert durch Fremde. Studientag der KSFH und PTH Benediktbeuern. In: Benediktbeurer Hochschulschriften 21, München 2003, gemeinschaftlich mit Christine Plahl
- Lehrbrief 13. Der Mensch in der Gnade Gottes. Theologie im Fernkurs: Der christliche Glaube: Grundkurs. Würzburg 2007.
- Dogmatik interkulturell (IKB Band 46), Nordhausen, Verlag Traugott Bautz, 2007, ISBN 978-3-88309-191-4.
- Schöpfungstheologie und Schöpfungsspiritualität. Ein Blick auf die Theologin Sallie McFague (Don Bosco), München 2009.
- Ohne die Frauen ist keine Kirche zu machen. Der Aufbruch des Konzils und die Zeichen der Zeit, Ostfildern (Grünewald) 2012.
- Iglesia en salida. Esbozos para una eclesiología intercultural, Santiago de Chile (Ediciones Universidad Alberto Hurtado) 2014.
- mit Stefan Silber (Hg.): Glauben in Mega-Cities. Transformationsprozesse in lateinamerikanischen Großstädten und ihre Auswirkungen auf die Pastoral, Ostfildern(Grünewald) 2014.
- mit Stefan Silber (Hg.): Vivir la Fe en la ciudad hoy. Las grandes ciudades latinoamericanas y los actuales procesos de transformación social, cultural y religiosa, 2 tomos, Ediciones Paulinas, México 2014.
- An die Peripherie gehen. In den Spuren des armen Jesus – Vom Zweiten Vatikanum zu Papst Franziskus, Ostfildern (Grünewald) 2015.
- Frau aus dem Volk. Mit Maria Räume des Glaubens öffnen. Innsbruck 2015.
- Gender studieren: Lernprozess für Theologie und Kirche. Ostfildern 2017. ISBN 978-3-7867-3090-3
- mit Virginia Azcuy (Hg.): Friedens-Räume. Interkulturelle Friedenstheologie in feministisch-befreiungstheologischen Perspektiven, Ostfildern (Grünewald) 2018.
- mit Virginia Raquel Azcuy/M. Marcela Mazzini (eds.): Espacios de Paz. Lectura intercultural de un signo de estos tiempos, Buenos Aires (Agape Libros) 2018.
- mit Georg Steins (Hg.): Aktive Gewaltlosigkeit. Theologie und Pastoral für den Frieden, Würzburg (Echter) 2018. ISBN 978-3-429-04441-1
- mit Ulrike Link-Wieczorek, Dorothea Sattler, Andrea Strübind (Hg.): Frauen in kirchlichen Ämtern. Reformbewegungen in der Ökumene, Herder/Vandenhoeck-Ruprecht, Freiburg/Göttingen 2018.
- Frauen in der Kirche. Zwischen Entmächtigung und Ermächtigung, Echter, Würzburg 2020.

### Articoli in riviste specializzate
- Im Zwischenraum der Gnade (Jes 43,16-21; Phil 3,8-1; Joh 8,1–11) in: Der Prediger und Katechet (PUK), 161. Jahrgang, Heft 3, 2022, S. 317–318.
- In den Glauben an die Aufersteheung finden (Apg 2,14.22b-33; 1 Petr 1,17-21; Joh 21,1-14:) in: Der Prediger und Katechet, 162. Jahrgang, Heft 3, 2023, S. 321–323.